# Mladoňovice (district de Chrudim)
Pour les articles homonymes, voir Mladoňovice.
Mladoňovice (en allemand : Mladonowitz) est une commune du district de Chrudim, dans la région de Pardubice, en République tchèque. Sa population s'élevait à 343 habitants en 2022.

## Géographie
Mladoňovice se trouve à 9 km au sud-ouest de Chrudim, à 17 km au sud-sud-ouest de Pardubice et à 95 km à l'est-sud-est de Prague.
La commune est limitée par Morašice à l'ouest et au nord-ouest, par Stolany au nord, par Rabštejnská Lhota à l'est, par Liboměřice au sud-est et par Bojanov au sud-ouest.

## Histoire
La première mention écrite de la localité date de 1329.

## Administration
La commune se compose de 8 sections :
- Mladoňovice
- Čejkovice
- Deblov
- Lipina
- Mýtka
- Petříkovice
- Pohled
- Rtenín

## Galerie

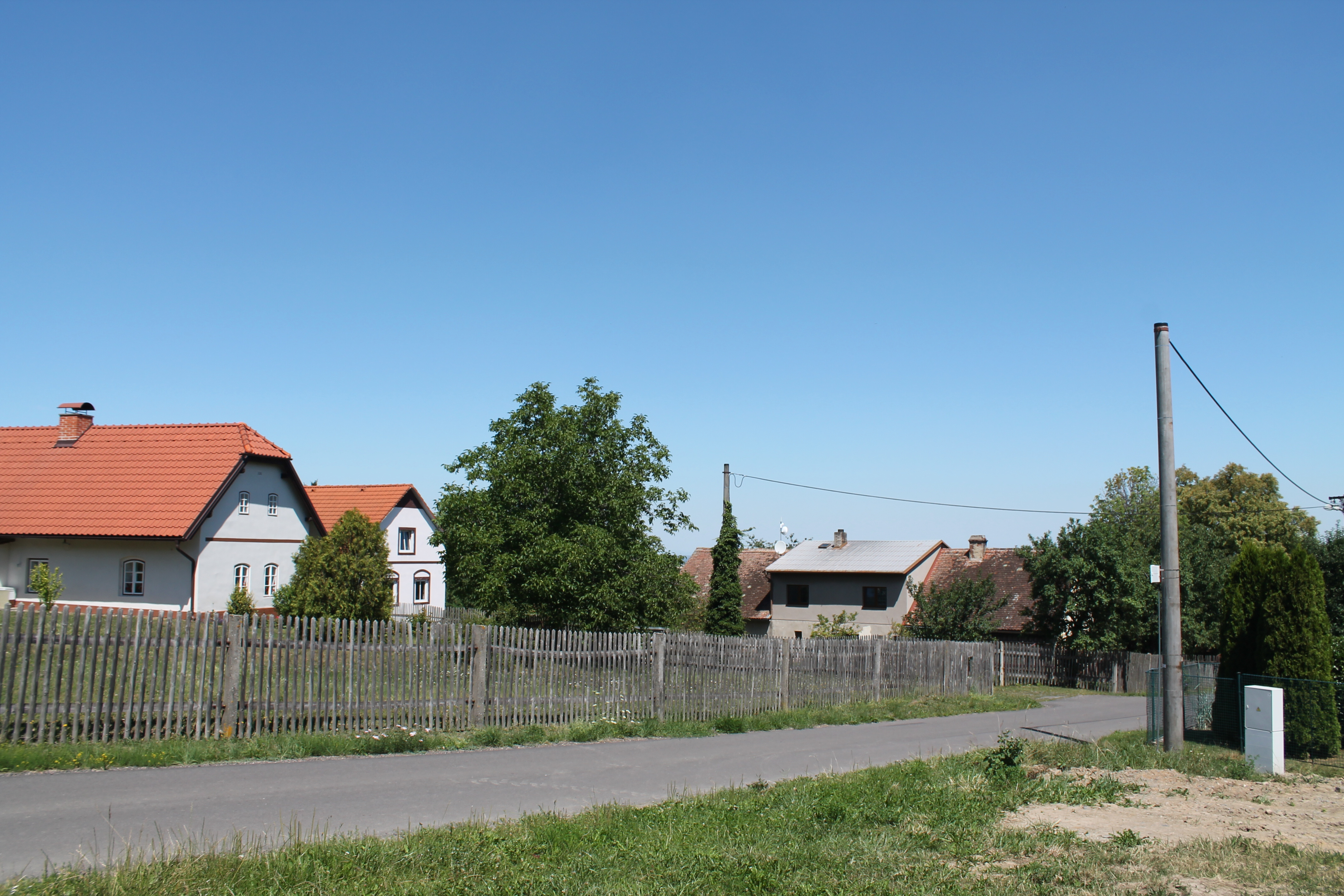
Maisons à Mýtka.
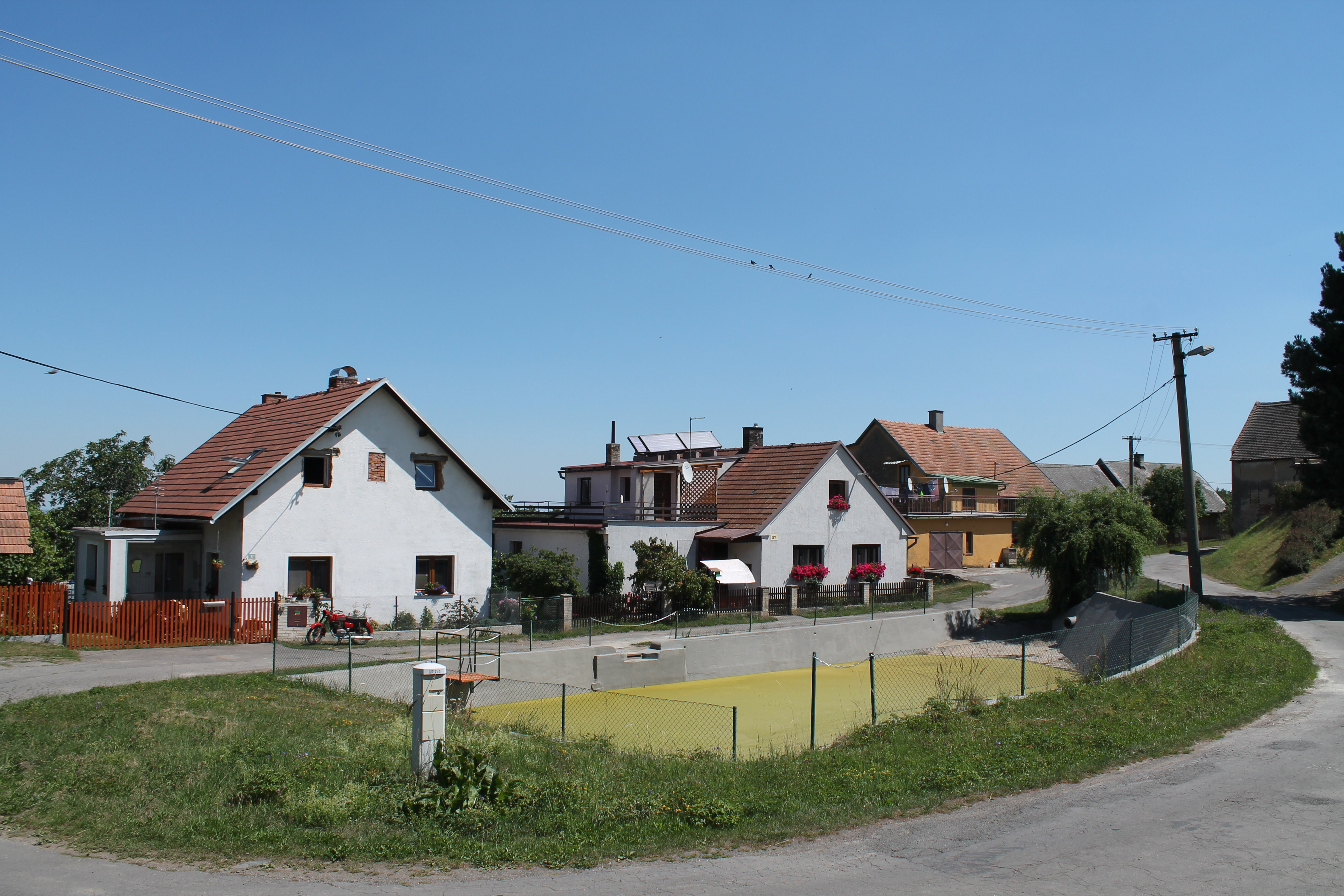
Čejkovice.

## Transports
Par la route, Mladoňovice se trouve à 12 km de Chrudim, à 21 km de Pardubice et à 121 km de Prague. 